# Église et couvent Sainte-Marie-des-Grâces de Senigallia
 (novembre 2013).
Si vous disposez d'ouvrages ou d'articles de référence ou si vous connaissez des sites web de qualité traitant du thème abordé ici, merci de compléter l'article en donnant les références utiles à sa vérifiabilité et en les liant à la section « Notes et références ».
L’église et le couvent Sainte-Marie des Grâces sont un complexe monumental, qui se trouve à Senigallia, dans la région des Marches, en Province d'Ancône.

## Histoire

Blason de la famille Della Rovere

L'église et le couvent Sainte-Marie-des-Grâces se dressent sur une colline à trois kilomètres du centre historique de Senigallia. Ils ont été construits par la volonté du duc Giovanni Della Rovere, après la réalisation d'un vœu fait à la Vierge et à saint François, pour obtenir la grâce d'un descendant de sexe masculin. Son fils, Francesco Maria, naquit le 25 mars 1490, le jour de l'Annonciation, comme le confirme le bas-relief qui surmonte l'entrée de la cour de la Rocca Roveresca. La construction du couvent commença en 1491 sur un projet de Baccio Pontelli, l'un des architectes de la forteresse. Les travaux furent achevés en 1684 par Vittoria, la dernière descendante de la maison des Della Rovere, qui épousa Ferdinand II de Médicis. Le blason de la maison de Médicis, qui enrichit le portail de l'église, en est le témoignage. Au cours du temps, le projet original  a été redimensionné à cause de difficultés de nature politique et économique.

## Description
Le couvent présente deux cloîtres, qui conservent des fresques  illustrant  les épisodes de la vie  et les miracles de saint François, réalisées par l'artiste Petrus Franciscus Renulfus de Novare en 1598. Au centre du grand cloître se trouve une margelle portant les blasons des  Della Rovere, en particulier celui du pape Sixte IV. L'église, où est enterré le duc Giovanni Della Rovere, conserve dans l'abside un retable du Pérugin qui représente la Vierge sur le trône et les saints ; elle abritait aussi la précieuse Vierge de Senigallia de Piero della Francesca, qui a été transférée à Urbino, en 1917,  pendant la Première Guerre mondiale. Les bombardements sur Senigallia obligèrent à déplacer l'œuvre dans un lieu plus sûr de la ville, c'est-à-dire dans le Palais ducal d'Urbino, où on peut encore l'admirer.

## Musée
Le couvent est actuellement le siège du Musée d'histoire du Métayage « Sergio Anselmi », l'un des musées démo-anthropologiques les plus importants de la région Marches, qui conserve des milliers d'objets qui évoquent la vie domestique et le travail des paysans de ce territoire, jusqu'aux années 1960. Il faut enfin jeter un coup d'œil à la collection de photographies, du maître Mario Giacomelli, prises dans les campagnes de Senigallia dans les années 1960 et 1970, données ensuite au Musée.

Blason du Pape Sixte IV.

## Personnalités liées à l'église et au couvent Sainte-Marie des Grâces
- Giovanni Della Rovere
- Francesco Maria I Della Rovere
- Vittoria Della Rovere
- Baccio Pontelli